# Eugène Déchelette
Pour les articles homonymes, voir Déchelette.
Eugène Déchelette de son vrai nom Eugène Marie Auguste Déchelette, né le 5 janvier 1906 à Roanne (Loire) et mort le 9 novembre 1973 à Saint-Didier-en-Brionnais (Saône-et-Loire),, Compagnon de la Libération, est un résistant et industriel français.

## Biographie

### Famille
Il est issu d'une famille d'industriels du textile implantée de longue date dans la région roannaise. Il est le neveu de Joseph Déchelette (1862-1914), célèbre archéologue français.

### Industriel et prisonnier
Licencié en droit et diplômé de l'École libre des sciences politiques, il est employé avant de devenir ensuite administrateur de la société de textiles familiale S.A. Déchelette-Despierres à Roanne.
Mobilisé comme officier de réserve en août 1939 au 216e régiment d'infanterie de Clermont-Ferrand, il participe à la campagne de 1940 en Lorraine, Belgique et Hollande.
Fait prisonnier à Lille, il s'évade dans des conditions difficiles et rejoint Londres le 31 juillet 1940. Il s'engage immédiatement dans les Forces françaises libres.

### Français libre
Officier de liaison à l'État-major particulier du général de Gaulle à partir de janvier 1941, il rejoint l'état-major du 2e Bureau (services secrets) le 1er avril 1941. Promu capitaine, il est affecté comme officier de renseignement, chef du 2e Bureau, au haut-commissariat du Pacifique auprès du capitaine de vaisseau Thierry d'Argenlieu et arrive à Nouméa en août 1941.
En juin 1943, à l'issue de la mission d'Argenlieu, il rentre en Grande-Bretagne et est affecté au Bureau central de renseignements et d'action (BCRA). Il se porte alors volontaire pour une mission en territoire occupé par l'ennemi.

### Délégué militaire régional
Après un entraînement commando, il est parachuté le 29 janvier 1944 à Limoges. Il se brise la cheville droite durant le saut.
Délégué militaire régional de la Région R5 qui comprend les départements de la Corrèze, de l'Indre, de la Haute-Vienne et de la Dordogne, sous le pseudonyme d'Ellipse, il joue un rôle important auprès des maquis du Limousin que dirige Georges Guingouin.
Cette blessure handicape lourdement sa mission au point que le délégué militaire de zone envisage de lui confier une mission plus souple sur la région parisienne. Cette éventualité est rejetée par le BCRA.
Dès son rétablissement partiel, Eugène Déchelette parcourt la région pour établir le contact avec les différents mouvements et groupes de résistants et maquis en formation. Il coordonne les actions, nomme les chefs FFI et attribue les moyens. Il met en place le réseau action R5.
Il est épaulé dans sa mission par Gérard Hennebert (Baron), responsable régional des opérations aériennes, et Georges Héritier (Croc) qui devient son adjoint au printemps 1944. Son ouverture d'esprit et ses talents de diplomate permettent une grande cohésion de la Résistance régionale malgré les tiraillements entre mouvements. Il apporte un appui déterminant aux groupes de combat, notamment après le débarquement, alors que ceux-ci doivent faire face à de redoutables unités de répression nazies (c'est le cas en Creuse et dans le sud de la Haute-Vienne).
Après la Libération de sa région, il intègre la mission Jacques Chaban-Delmas chargée de coordonner la réorganisation de l'armée. Il est démobilisé en 1946 avec le grade de lieutenant-colonel honoraire.

### Après la guerre
Eugène Déchelette reprend alors ses fonctions à la S.A. Déchelette-Despierres dont il devient le président-directeur général. Cette société étant absorbée en 1966 par le groupe Dolfuss-Mieg, il conserve ses fonctions de président-directeur général jusqu'en 1971.
Il exerce ensuite les fonctions de conseiller technique auprès de sociétés de tissage tout en possédant également un élevage de bovins en Saône-et-Loire.
Eugène Déchelette est décédé le 8 novembre 1973 à Troyes lors de son retour du pèlerinage annuel à Colombey-les-Deux-Églises, organisé par la Chancellerie de l'Ordre de la Libération. Il a été inhumé le 11 novembre 1973 à Saint-Didier-en-Brionnais.

## Distinctions
- Officier de la Légion d'honneur
- Compagnon de la Libération (17 novembre 1945)[3]
- Grand officier de l'ordre national du Mérite
- Croix de guerre 1939–1945
- Médaille de la Résistance française (6 avril 1944)[4]
- Ordre de l'Empire britannique à titre militaire (Officier) (Royaume-Uni)
- Officier de la Légion du Mérite (États-Unis)